# Kang Youwei
Kang Youwei (康有為T, 康有为S, Kāng YǒuwéiP, K'ang You-weiW; Distretto di Nanhai, 19 marzo 1858 – Qingdao, 31 marzo 1927) è stato un filosofo, calligrafo e riformatore politico cinese.

## Biografia

### Gioventù
Kang nacque il 19 marzo del 1858 a Nanhai, nella provincia di Guangdong. Secondo la sua autobiografia, in tenera età le sue qualità intellettuali sarebbero state riconosciute dallo zio.
Presto la famiglia lo mandò a studiare i classici confuciani per poter passare gli esami imperiali. Fu proprio in questo periodo che egli divenne assai insofferente del sistema scolastico imperiale, di cui criticava in particolar modo gli esami. Dal momento che però lo studio era un'attività estremamente rigorosa e faticosa, Kang cominciò a praticare la meditazione buddhista per rilassarsi. Durante una di queste meditazioni, a suo dire ebbe una visione nella quale gli fu indicata la sua missione: divenire un saggio e salvare l'umanità dalla catastrofe.

### Leader riformista
Affascinato dal Rinnovamento Meiji avvenuto in Giappone, Kang si fece promotore di un riformismo radicale. Sostenendo una futura ascesa del nazionalismo cinese, Kang sostenne Confucio come un esempio di riformista (benché da molti fosse considerato un reazionario), promosse l'abolizione della proprietà e della famiglia e la costituzione di una monarchia costituzionale. Fra le sue proposte di riforma, vi era l'abolizione degli esami imperiali. Il suo esempio di "Stato modello" era il Giappone uscito dal Rinnovamento Meiji.
Le idee di Kang si diffusero rapidamente in Cina ed egli arrivò ad avere un nutrito seguito. Nel 1898, dopo la disfatta cinese nella Prima Guerra Cino-Giapponese, l'imperatore Guangxu decise di provare ad implementare le riforme di Kang, introducendo molti suoi discepoli in influenti posti di governo, avviando così la Riforma dei cento giorni. Tuttavia, questo incontrò l'aspra ostilità dei conservatori, facenti capo all'imperatrice dowager Cixi; costoro, il 21 settembre 1898, scatenarono un colpo di Stato mettendo fine al processo di rinnovamento.
Kang, visto come il principale responsabile della Riforma, venne condannato a morte. Per sfuggire alla condanna, fuggì in Giappone e poi negli Stati Uniti, dove fondò la Società Proteggere l'Imperatore insieme al suo discepolo più famoso, Liang Qichao. Kang viaggiò presso i cinesi residenti all'estero, propagandando le sue idee sulla monarchia costituzionale e rendendo così la Società Proteggere l'Imperatore uno dei principali gruppi politici emigrati, competendo con la Società per la Rigenerazione della Cina e l'Alleanza Rivoluzionaria Cinese.

### Fra la Repubblica e Puyi
Nel 1912 a seguito della Rivoluzione Xinhai venne fondata la Repubblica di Cina, decretando il crollo definitivo della dinastia Qing. Essendo un sostenitore della monarchia costituzionale, Kang non appoggiò i nazionalisti di Sun Yat-sen, ma al contrario si accordò con il generale Zhang Xun — che condivideva le sue idee sulla monarchia costituzionale — per restaurare la dinastia Qing riportando al potere Pu Yi e poter finalmente realizzare il sistema politico che auspicava.
Finalmente, nel 1917 Zhang occupò Pechino e dichiarò nuovamente Pu Yi imperatore. Tuttavia, dovette fronteggiare una dura opposizione popolare alla restaurazione della monarchia, ma soprattutto la contrarietà di alcuni suoi generali. Lo stesso Kang, tornato a Pechino, cominciò a sospettare che Zhang bramasse il potere assoluto e pertanto lo abbandonò, riparando presso la legazione statunitense; il 17 luglio, Duan Qirui avrebbe occupato la capitale, deponendo Zhang e Pu Yi.
Kang decise di abbandonare la sua missione, considerandola fallita. Il 31 marzo 1927, a 69 anni, venne avvelenato a Qingdao.

## Il pensiero

### IlDa Tongshue il mondo del futuro
Kang Youwei scrisse gran parte delle proprie vedute filosofiche nell'opera Da Tongshu (大同書) ("Libro della Grande Unità"), il cui nome è tratto dal nome di una società utopistica aspirata da Confucio. Kang cominciò a progettare questo libro nel 1884 e vi lavorò per i due decenni successivi, terminandolo durante il suo esilio in India. Le prime parti del libro vennero pubblicate in Giappone all'inizio degli anni novanta, ma la prima versione definitiva è del 1935.
Il mondo di Kang è un mondo libero dall'oppressione della corruzione e del burocratismo politici, retto da un singolo governo centrale basato sulla democrazia. Il mondo è diviso in regioni amministrative regolate dalla democrazia diretta, che però rispondono al governo centrale.
Economicamente, Kang riteneva il capitalismo un sistema sbagliato e "malvagio". Il mondo ideale è invece basato su istituzioni economiche socialiste, che salvaguardano e assicurano il benessere sociale dei cittadini. Tali istituzioni avrebbero anche dovuto provvedere alla creazione di scuole per l'infanzia e a pensioni per gli anziani. Kang aggiunse che, ad un certo punto della sua esistenza, il governo avrebbe assunto come ordinamento politico il "comunismo", anche se non è chiaro se Kang ne avesse una propria concezione o se si riferisse specificamente al modello marxista. Alcuni suoi discepoli sostennero che inizialmente Kang non aveva mai parlato di comunismo, ma che fu influenzato dal pensiero degli intellettuali occidentali, quindi forse anche da Karl Marx, specialmente visto che Kang considera lo Stato come uno strumento d'oppressione.
Dal punto di vista sociale, nel mondo di Kang la famiglia — da lui vista come causa della repressione domestica — non esiste, rimpiazzata da istituzioni per l'accudimento dei bambini. Anche il matrimonio è sostituito da contratti annuali fra due persone; il matrimonio infatti è visto da Kang come un mezzo per intrappolare la donna a vita, subordinandola al marito. In questo mondo, invece, vi è piena equiparazione fra uomo e donna. Inoltre, l'omosessualità è permessa e accettata, visto che Kang non vedeva differenza fra l'amore fra un uomo e una donna, e quello fra due uomini e due donne.
Religiosamente, Kang affermò che, in futuro, le "religioni inferiori" (Cristianesimo e islam) sarebbero scomparse, mentre sarebbero restate le "religioni superiori": confucianesimo, taoismo e buddhismo. Fra le "religioni inferiori" e quelle "superiori" vi erano tutte le altre religioni, come l'induismo, che sarebbero restate in futuro, ma in misura nettamente inferiore rispetto a quella attuale.
Kang sostiene anche che la tecnologia è cruciale per la progressione dell'umanità; benché molti dei suoi discepoli vedessero la tecnologia solo come un mezzo da adottare per difendere la Cina dal colonialismo occidentale, per Kang era molto di più. Già alla fine dell'Ottocento, Kang predisse una rete telegrafica e telefonica globali. Nella sua visione, l'avanzamento e il sempre maggiore miglioramento della tecnologia avrebbe permesso all'uomo di lavorare massimo 3 o 4 ore al giorno.

### Le cause della sofferenza
Basandosi presumibilmente su visioni buddhiste, Kang indicò le fonti della sofferenza umana:
- Le sofferenze del fisico sono: la vita nel grembo materno, la morte prematura, perdita di un arto, essere un barbaro, vivere fuori dalla Cina, essere uno schiavo, essere una donna.
- Le sofferenze legate ai disastri naturali sono: le carestie, conflagrazione, alluvioni, eruzioni vulcaniche, crollo di edifici, naufragi e piaghe.
- Le sofferenze legate alle relazioni umane sono: perdere la moglie o il marito, essere orfani o senza figli, essere malati e non potersi curare, essere poveri, avere un basso rango sociale.
- Le sofferenze legate alla società sono: punizione corporale, imprigionamento, tassazione, coscrizione militare, stratificazione sociale, le istituzioni politiche oppressive, l'esistenza dello Stato e della famiglia.

Invece, i sentimenti umani che causano sofferenza sono: stupidità, odio, fatica, lussuria, attaccamento alle cose materiali e desiderio.
Le cose che causano sofferenza nella misura in cui sono valutate sono: ricchezza, posizione sociale, longevità, essere un regnante, essere un capo spirituale.

## Opinioni e giudizi
Sono stati molti i giudizi espressi sulla figura e sul pensiero di Kang Youwei.
I conservatori, legati all'imperatrice vedova Cixi e al Gran Consiglio, videro in Kang un loro acerrimo nemico. Per loro, il suo riformismo voleva minare il sistema politico dell'Impero cinese e gettarlo nel caos.
A causa del suo sostegno all'imperatore Guangxu, gli intellettuali suoi rivali sostenitori della Repubblica videro nel Da Tongshu solamente un tentativo di porre la dinastia Qing sotto una luce migliore e indicare ciò che sarebbe accaduto se non fosse stata rovesciata. Per questi intellettuali, quindi, Kang avrebbe solo tentato di porre le basi per la restaurazione del potere imperiale.
Altri invece ritengono che Kang fosse uno dei primi "importatori" del socialismo in Cina ed un sincero simpatizzante comunista. Questa opinione era condivisa da Mao Zedong, che apprezzava molto le idee espresse nel Da Tongshu, ed è sostanzialmente la posizione espressa attualmente dai libri di scuola della Repubblica Popolare Cinese.